# Eugeniusz Matyjas
Eugeniusz Stanisław Matyjas (ur. 3 maja 1952 w Kłodzku, zm. 6 maja 2023) – polski prawnik, działacz opozycji w okresie PRL, w latach 1990–1994 wojewoda leszczyński.

## Życiorys
Syn Wincentego i Anieli. Ukończył w 1975 studia na Wydziale Prawa Uniwersytetu Wrocławskiego, po których do 1981 był prezesem oddziału wojewódzkiego Stowarzyszenia „Pax” w Lesznie.
W 1980 wstąpił do „Solidarności”, zasiadał we władzach regionalnych, był delegatem na I KZD w Gdańsku. W stanie wojennym internowano go na okres od 13 grudnia 1981 do 30 marca 1982. Po zwolnieniu współdziałał z podziemiem, został ponownie aresztowany w grudniu 1982, a w kwietniu 1983 skazany na karę dwóch lat pozbawienia wolności z warunkowym zawieszeniem jej wykonania. Organizował kolportaż prasy drugiego obiegu i współpracę ze strukturami NSZZ „S” w Poznaniu i Wrocławiu, a także z Duszpasterstwem Ludzi Pracy. W okresie 1983–1986 był bezrobotny, następnie przez trzy lata pracował w Wojewódzkim Przedsiębiorstwie Wodociągów i Kanalizacji w Lesznie.
Pod koniec lat 80. przewodniczył zarządowi Regionu Leszczyńskiego NSZZ „S”. W latach 1990–1994 zajmował stanowisko wojewody leszczyńskiego. Później związany z biznesem, od 2003 jako dyrektor w spółce z o.o. Od 1994 do 1998 był radnym Leszna. W 2002 zajął 4. miejsce spośród 7 kandydatów w wyborach na prezydenta Leszna (startował z ramienia Samorządnego Bloku Centro-Prawicy). Działał w SKL i AWS. Należał do współzałożycieli Fundacji Rozwoju Państwowej Wyższej Szkoły Zawodowej im. Jana Amosa Komeńskiego w Lesznie.
W 2000 otrzymał odznakę Zasłużony Działacz Kultury.